# 南氣仙沼車站
南氣仙沼車站（日语：／ Minami-kesennuma eki */?）是一位於日本宮城縣氣仙沼市仲町二丁目、東日本旅客鐵道（JR東日本）氣仙沼線沿線的BRT車站。南氣仙沼是由氣仙沼車站代為管理，屬JR東日本盛岡支社的管轄範圍。

## 車站構造
伴隨BRT開始運行，BRT車站移動至鄰近氣仙沼市立醫院的道路上，並改名為帶有副站名的「南氣仙沼（市立醫院入口）站」。
以下為地震發生前的情況。
側式月台1面1線的地面車站。以前曾為1面2線。
南氣仙沼車站內設有綠窗口（營業時間：7時50分～17時30分）與自動售票機。除此之外，JR氣仙沼旅遊中心（JR気仙沼旅行センター）也設在站內，旅行社社員也兼負責售票窗口的業務。

## 歷史
- 1957年（昭和32年）2月11日 - 配合氣仙沼至氣仙沼港之間的貨運支線通車，新設南氣仙沼車站作為分歧點。車站由氣仙沼站長負責管理。
- 1975年（昭和50年）4月1日 - 南氣仙沼車站配置站長，成為管理車站。
- 1979年（昭和54年）11月1日 - 貨運支線廢線。
- 1986年（昭和61年）11月1日 - 南氣仙沼車站的站長職位廢除，又改移回由氣仙沼車站的站長管理之模式，但繼續由氣仙沼方面派遣站員至本站服務。
- 1987年（昭和62年）4月1日 - 日本國鐵分割民營化，車站管轄劃歸由東日本旅客鐵道繼承。
- 1990年代前半 - 設置JR氣仙沼旅行中心。
- 2003年（平成15年）春 - 站內的會車設備撤除。
- 2007年（平成19年）4月1日 - 站內的Kiosk便利商店（キヨスク）停業。
- 2011年（平成23年）3月11日 - 東北地方太平洋近海發生嚴重地震，地震引發的海嘯沖毀靠近海岸的許多鐵路設施，南气仙沼站也是23個被沖毀的鐵路車站之一[2]。

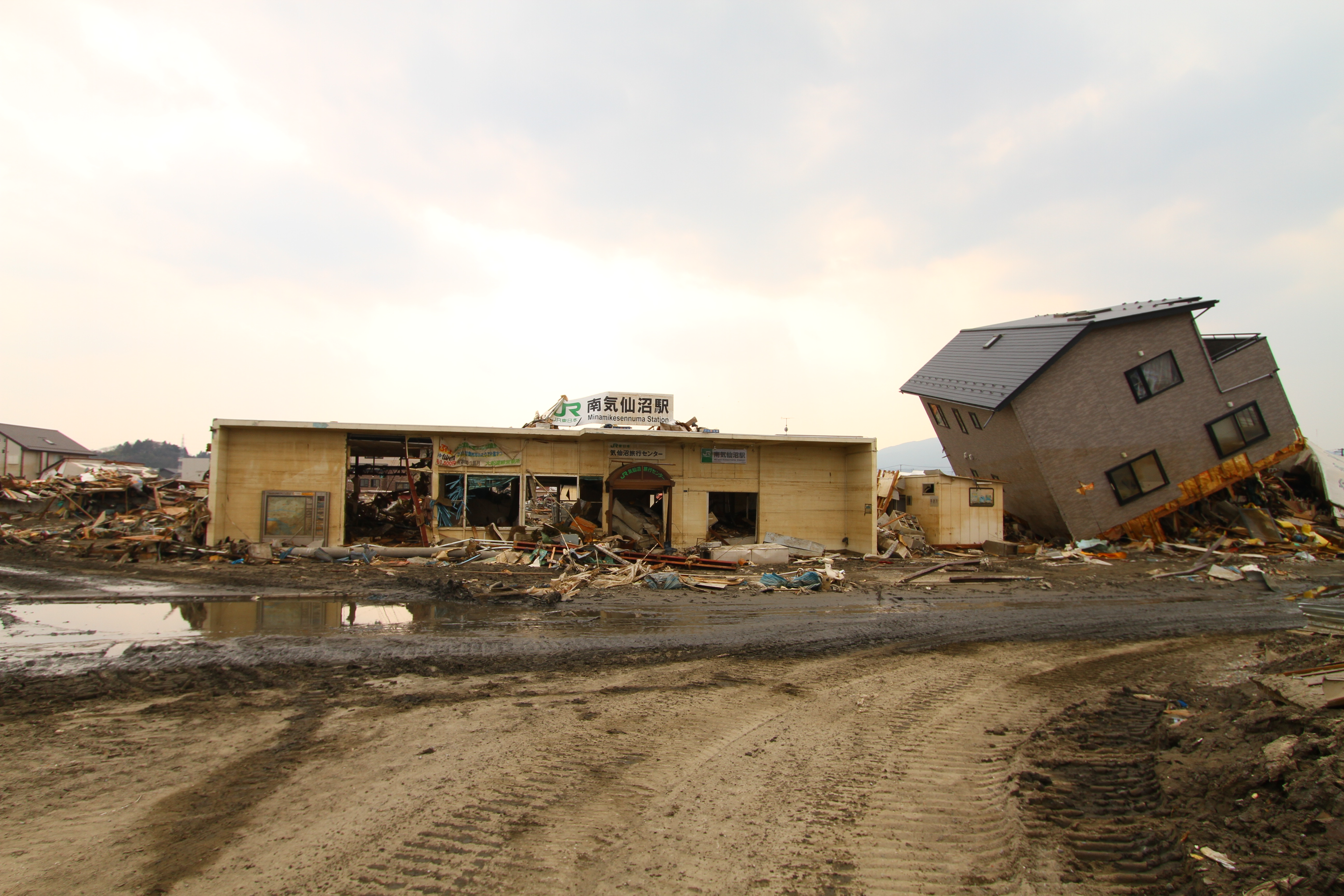
海啸後的南气仙沼站（2011年3月）

- 海啸後的南气仙沼站（2011年3月）2020年（令和2年）4月1日：随着柳津-气仙沼段铁路线废线，不再作为铁路站[3]。

## 車站週邊
- 氣仙沼魚市場前郵局
- 氣仙沼魚市場
- 氣仙沼港
- 縣道26號氣仙沼唐桑線
- 國道45號（氣仙沼外環道）
- 宮古巴士（ミヤコーバス）氣仙沼營業所

## 相鄰車站
東日本旅客鐵道
■氣仙沼線（BRT路段）
經專用道
赤岩港－南氣仙沼－不動之澤
經一般道路
氣仙沼市立醫院－南氣仙沼－不動之澤

### 廢除路段
日本國有鐵道
氣仙沼線（貨物支線）
南氣仙沼－氣仙沼港

## 外部連結
- （日語）南氣仙沼車站（JR東日本） （页面存档备份，存于）